# 4. september
4. september je 247. dan leta (248. v prestopnih letih) v gregorijanskem koledarju. Ostaja še 118 dni.

## Dogodki
- 1781 – 44 španskih naseljencev ustanovi Los Angeles
- 1802 – Georg Friedrich Grotefend razvozla klinopis
- 1844 – v Lublanskih novicah se prvič pojavi predlog, naj bo Ljubljana glavno mesto Slovenije
- 1859 – Anton Martin Slomšek prenese sedež Lavantinske škofije iz Šentandraža v Maribor
- 1870 – razglašena Tretja francoska republika
- 1914 – sprejeta Niška deklaracija o naravnih pravicah Slovencev, Hrvatov in Srbov
- 1918 – ameriške oborožene sile se izkrcajo v Rusiji
- 1939 – ZDA sprejmejo zakon o nevtralnosti
- 1942 – Vichyjska Francija uvede službo obveznega dela
- 1944:
  - britanska vojska osvobodi Anvers
  - Finska kapitulira
- 1946 – na strelišču pod Golovcem ustrelijo generala Leona Rupnika
- 1970 – Salvador Allende postane čilenski predsednik
- 1971 – v Ljubljani svojo zadnjo pot opravi ljubljanski trolejbus
- 1972 – Mark Spitz osvoji sedmo zlato kolajno na olimpijskih igrah v Münchnu
- 1992 – Todor Živkov je zaradi poneverbe državnih skladov obsojen na 7 let zaporne kazni

## Rojstva
- 1241 – Aleksander III., škotski kralj († 1286)
- 1596 – Constantijn Huygens, nizozemski pesnik, skladatelj († 1687)
- 1768 – François-René de Chateaubriand, francoski pisatelj († 1848)
- 1803 – Emil Devrient, nemški gledališki igralec († 1872)
- 1824 – Anton Bruckner, avstrijski skladatelj († 1896)
- 1834 – Fran Erjavec, slovenski naravoslovec, pisatelj († 1887)
- 1850 – Luigi Cadorna, italijanski general († 1928)
- 1852 – Janko Kersnik, slovenski pisatelj († 1897)
- 1890 – Antonia Mercé y Luque - La Argentina, argentinska plesalka († 1936)
- 1892 – Darius Milhaud, francoski skladatelj († 1974)
- 1896 – Antonin Artaud, francoski pesnik, esejist, dramatik, gledališki režiser in igralec († 1948)
- 1906 – Max Delbrück, nemški molekularni biolog, nobelovec 1969 († 1981)
- 1908 – Edward Dmytryk, ameriški filmski režiser († 1999)
- 1908 – Richard Nathaniel Wright, ameriški pisatelj († 1960)
- 1913 – Kenzo Tange, japonski arhitekt († 2005)
- 1937 – Dawn Fraser, avstralska plavalka
- 1963 – Renato Jenček, slovenski dramski igralec

## Smrti
- 422 – Bonifacij I., papež (* okrog 350)
- 1063 – Togrul Beg, ustanovitelj turške dinastije Seldžukov (* okrog 990)
- 1154 – Gilbert Porretanski, francoski filozof in teolog (* 1070)
- 1166 – Sveta Rozalija, siciljanska svetnica (* 1128)
- 1199 – Ivana Angleška, sicilska kraljica, touluška grofica (* 1165)
- 1207 – Bonifacij I., montferraški markiz, kralj Solunskega kraljestva (* 1150)
- 1207 – Rambaldo di Vaqueiras, provansalski trubadur (* 1165)
- 1308 – Margareta Burgundska, sicilska in neapeljska kraljica (* 1250)
- 1323 – Šidebala, mongolski vrhovni kan, cesar dinastije Yuan (* 1303)
- 1324 – Sančo Majorški, aragonski princ, kralj Majorke (* 1274)
- 1784 – César-François Cassini de Thury III., francoski astronom, geograf (* 1714)
- 1863 – Adolf Augustitš, dekan Slovenske okrogline in nadzornik slovenskih (prekmurskih) šol na Ogrskem (* 1786)
- 1907 – Edvard Grieg, norveški skladatelj, pianist (* 1843)
- 1916 – José Echegaray y Eizaguirre, španski matematik, državnik, pisatelj (* 1832)
- 1942 – Zsigmond Móricz, madžarski pisatelj (* 1879)
- 1946 – Leon Rupnik, slovenski general, politik (* 1880)
- 1951 – Louis Adamič, slovensko-ameriški pisatelj, prevajalec (* 1898)
- 1963 – Robert Schuman, francoski politik (* 1886)
- 1965 – Albert Schweitzer, nemško-alzaški zdravnik, človekoljub, filozof, nobelovec (* 1875)
- 1985 – Mira Mihelič, slovenska pisateljica (* 1912)
- 1989 – Georges Joseph Christian Simenon, belgijski pisatelj (* 1903)
- 2006 – Steve Irwin, avstralski zoolog in avtor dokumentranih filmov (* 1962)